# Sérifontaine

Sérifontaine este o comună în departamentul Oise, Franța. În 2009 avea o populație de 2,693 de locuitori.